# Рамюс, Жозеф Мариус
Жозеф Мариус Рамюс (фр. Joseph Marius Ramus; 19 июня 1805, Экс-ан-Прованс — 3 июня 1888, Ножан-сюр-Сен) — французский скульптор.

## Биография
Уроженец Прованса, Жозеф Мариус Рамюс в 1822 году переехал в Париж, где обучался в Школе изящных искусств у Жан-Пьера Корто. Он выиграл Римскую премию (второе место в номинации «скульптура») в 1830 году с работой «Тезей, победитель Минотавра». Воспользовавшись предоставляемым премией правом поездки в Италию, Рамюс вернулся в Париж несколько лет спустя, активно работал и выставлялся на Салонах.
В 1845 году он женился на жительнице Ножан-сюр-Сен, городка неподалёку от Парижа, где поселился. Там он оказал протекцию талантливому юноше Альфреду Буше, сыну своего садовника, который в дальнейшем стал известным скульптором. Буше, в свою очередь, был также известен как учитель Камилы Клодель, музей которой в 2017 году открылся в Ножан-Сюр-Сене. В 1852 году Жозеф Мариус Рамюс стал кавалером ордена Почётного легиона.
За свою долгую карьеру Рамюс стал автором более ста скульптур, часть из которых или были созданы для Версаля, Лувра, парижского Люксембургского дворца, или же экспонируются в них сегодня. Работы Рамюса также можно встретить в парижском Люксембургском саду, парке Фонтенбло, в нескольких церквях, музее Ножан-сюр-Сен и его родном Экс-ан-Провансе.

## Галерея

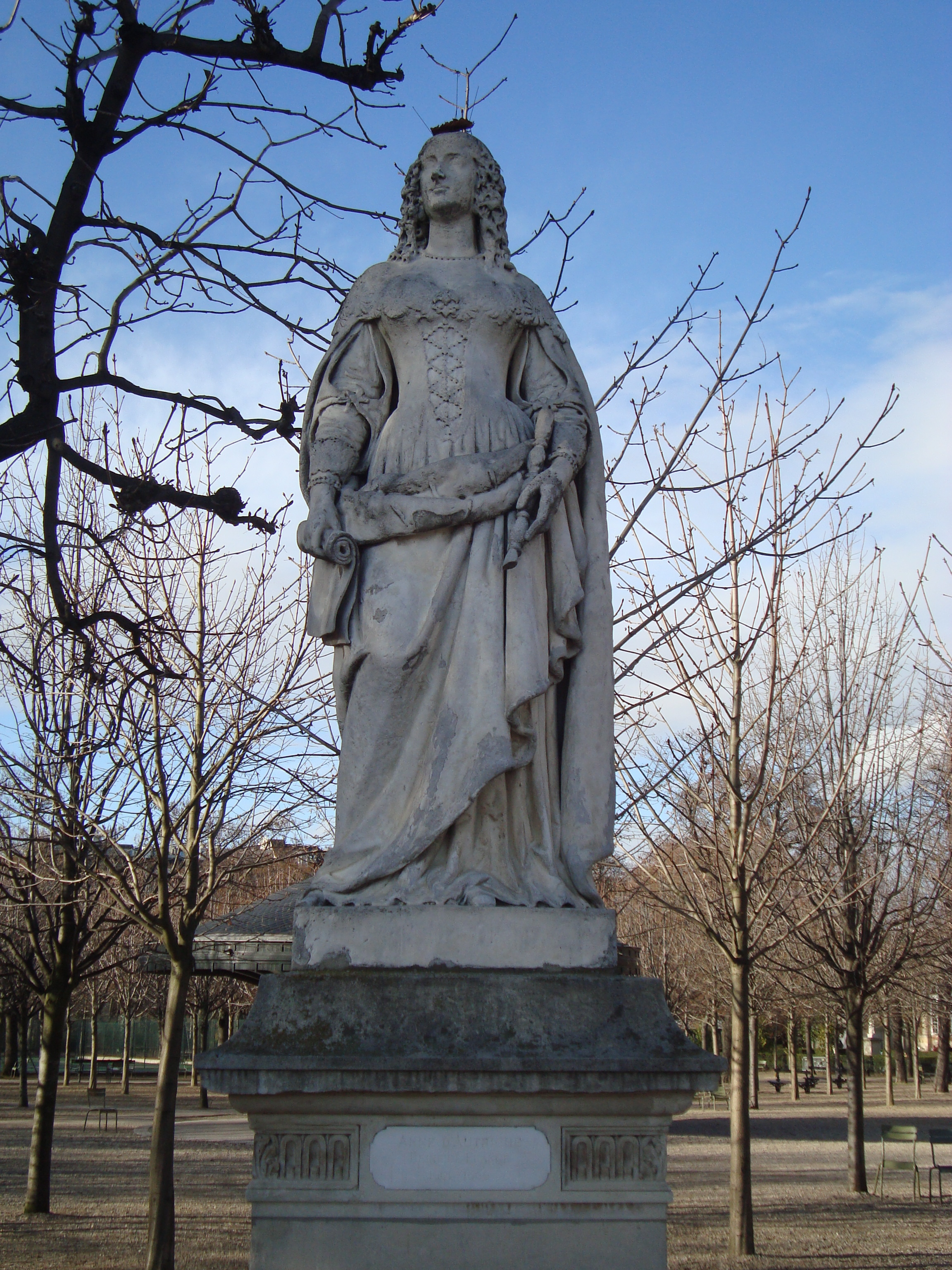
Памятник королеве Анне Австрийской. Люксембургский сад, Париж
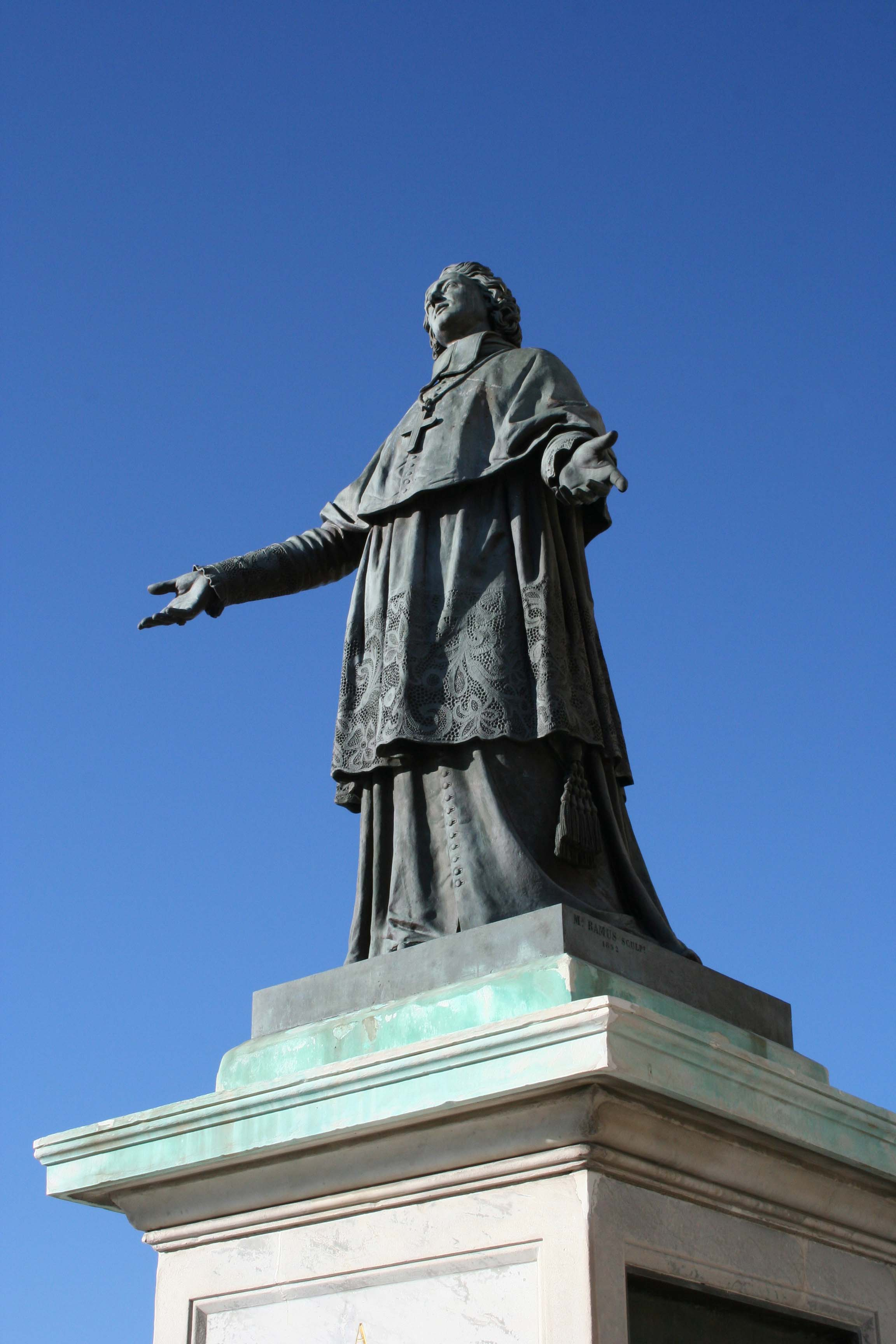
Памятник епископу fr:Henri-François-Xavier de Belsunce de Castelmoron. Марсель, площадь перед кафедральным собором
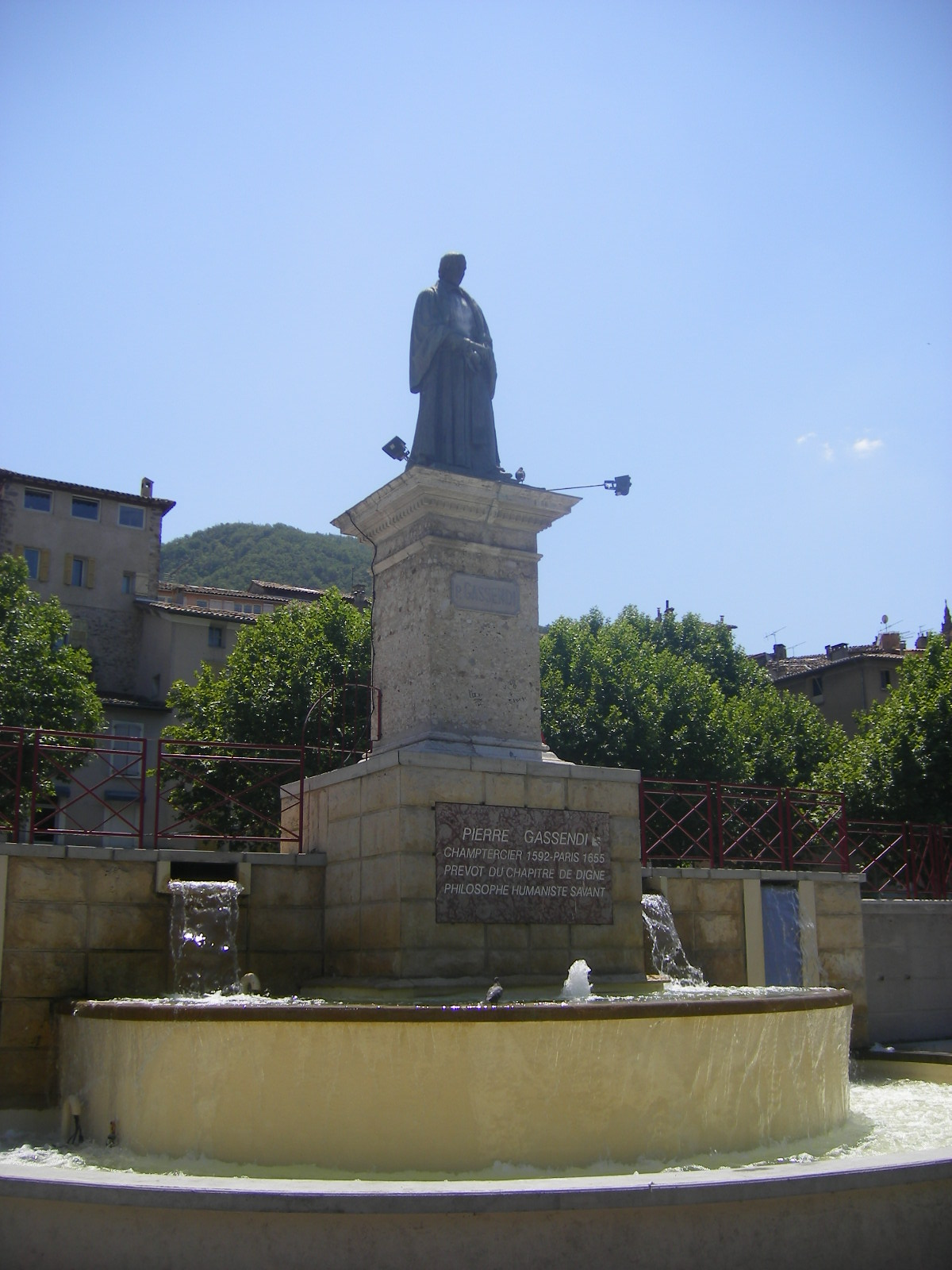
Памятник Пьеру Гассенди, Динь-ле-Бен
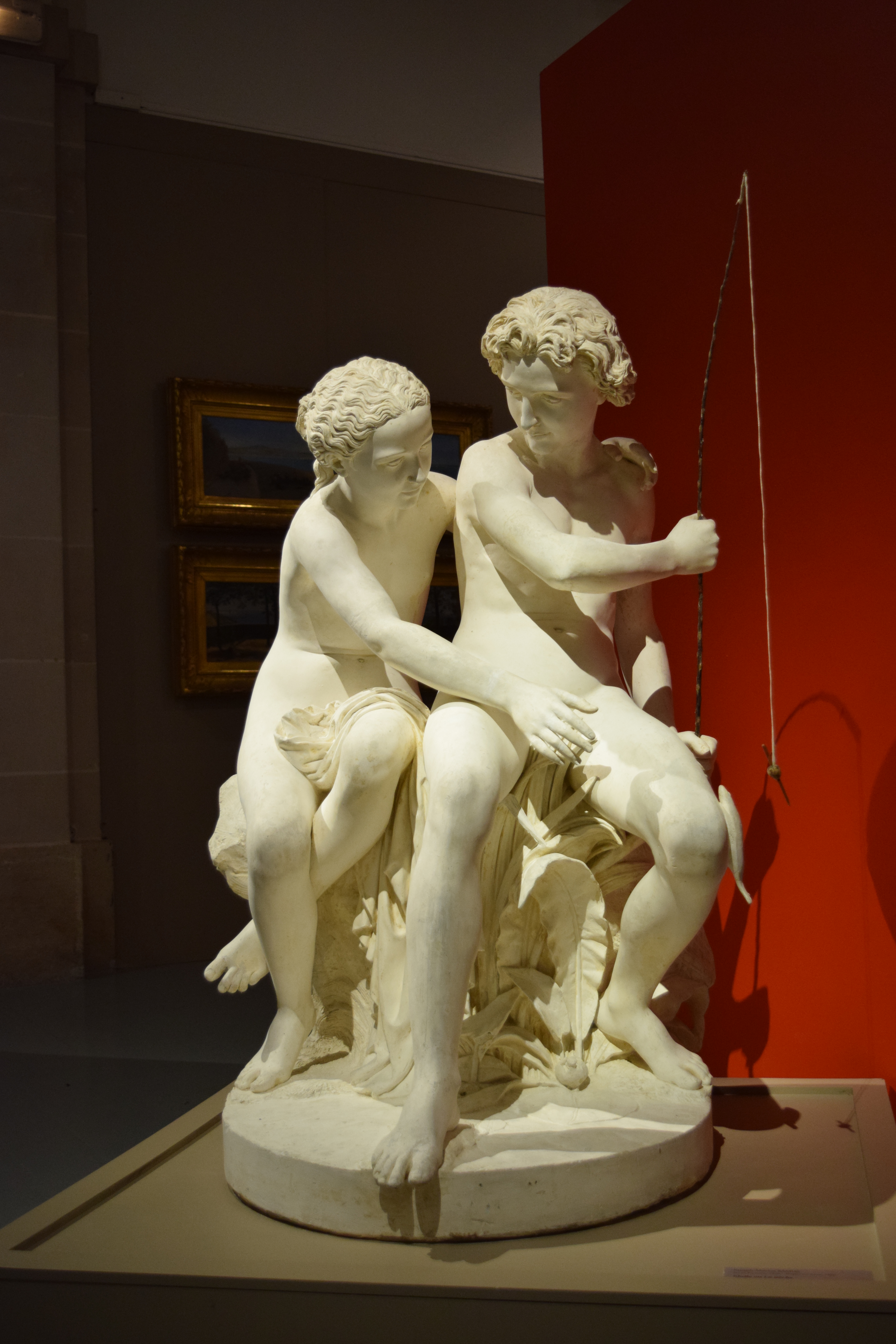
Рыбалка
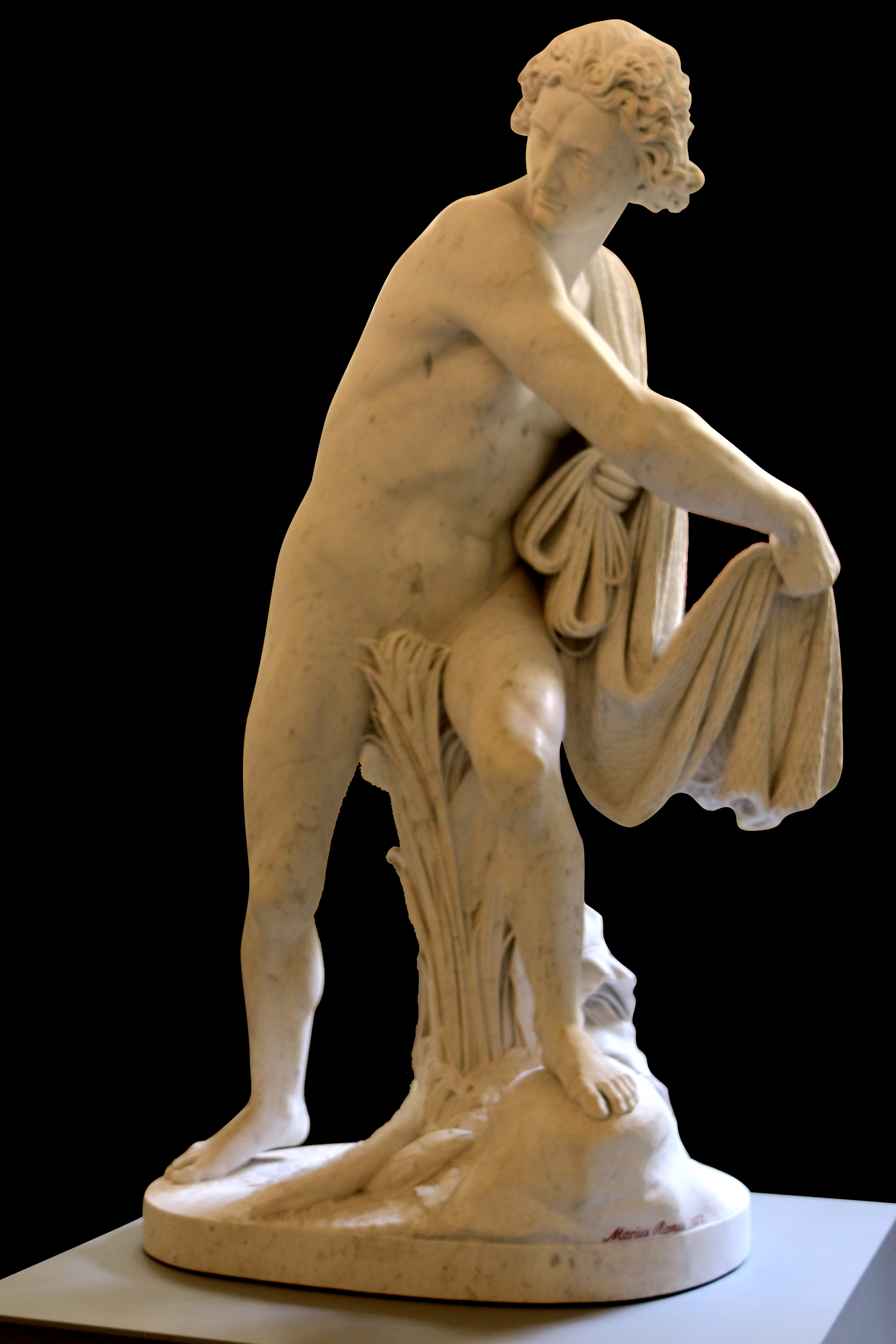
Рыбак, забрасывающий сеть
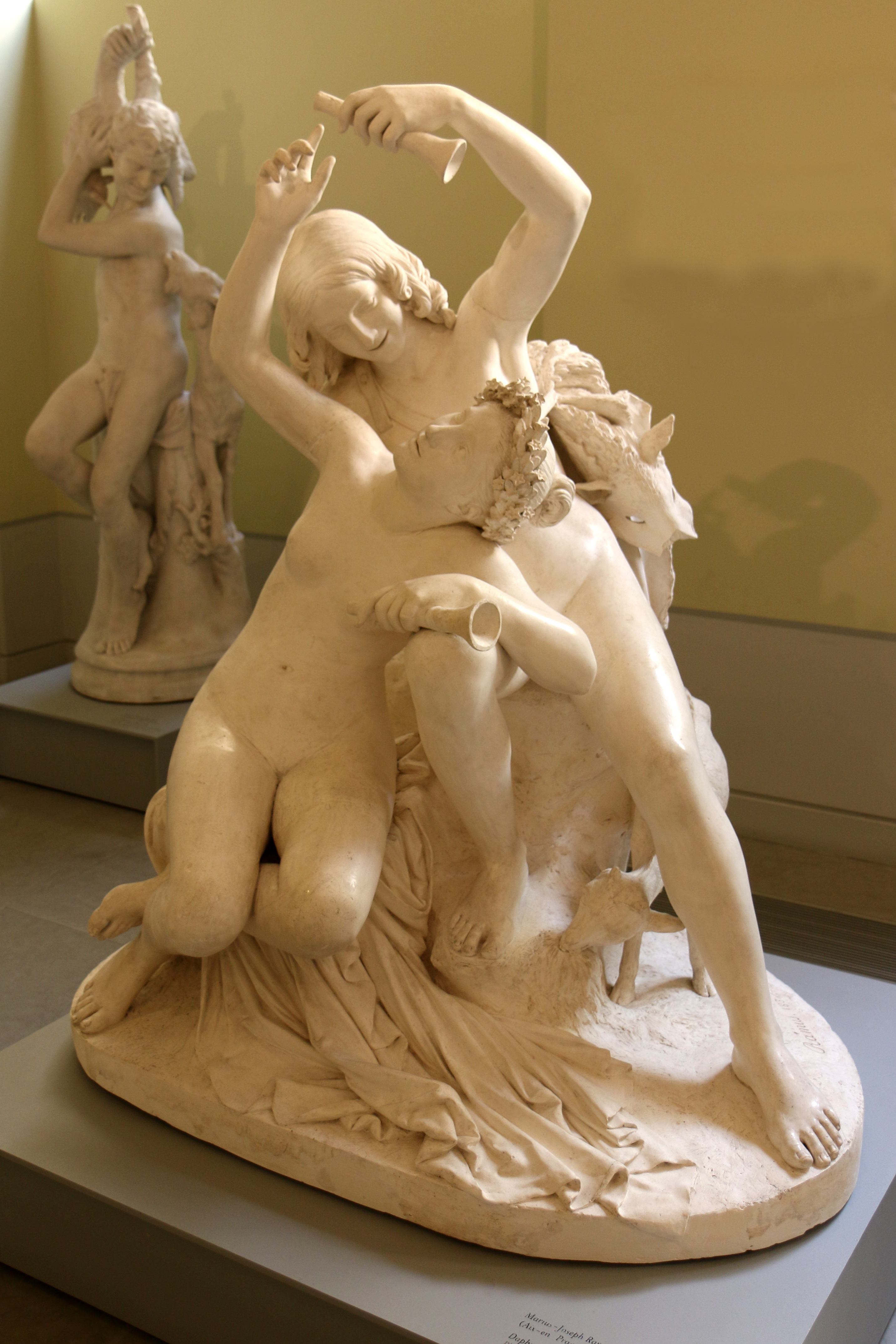
Дафнис и Хлоя